# Glanzende zandspinnendoder
De glanzende zandspinnendoder (Arachnospila abnormis) is een vliesvleugelig insect uit de familie van de spinnendoders (Pompilidae). De wetenschappelijke naam van de soort is voor het eerst geldig gepubliceerd in 1842 door Dahlbom.